# Tomáš Kriško
Tomáš Kriško (* 19. Dezember 1988 in Liptovský Mikuláš) ist ein slowakischer Volleyballspieler.

## Karriere
Kriško spielte zunächst Eishockey. Er begann seine Volleyball-Karriere bei VKM Žilina, nachdem er bei einem Schulturnier entdeckt worden war. 2008 wechselte er zu VKP Bratislava. Mit dem Verein wurde er 2009 slowakischer Meister. Am 10. Juli 2009 gab der Außenangreifer beim Europaliga-Spiel gegen Österreich sein Debüt in der slowakischen Nationalmannschaft. 2011 gewann er mit Bratislava erneut die Meisterschaft. 2012 schloss sich der Klub Spartak Myjava an und wurde in Spartak VKP Myjava umbenannt, mit dem er in der Saison 2013/14 in der slowakischen Extraliga den dritten Platz belegte.
Mit der Nationalmannschaft spielte er 2014 und 2015 in der dritten Division der Volleyball-Weltliga. 2015 erreichte er mit der Slowakei außerdem den fünften Platz bei den Europaspielen in Baku. Von 2014 bis 2018 war Kriško in der tschechischen Liga aktiv. Mit VK Dukla Liberec gewann er 2015 die nationale Meisterschaft und ein Jahr später das Double. 2017 nahm er erneut an der Weltliga teil. 2018 wechselte er zum argentinischen Verein Untref Vóley. 2019 wurde er vom deutschen Bundesligisten VfB Friedrichshafen verpflichtet.